# Ruy González de Clavijo
Ruy González de Clavijo (+ 2 d'abril de 1412) fou un escriptor, viatger, historiador, explorador i diplomàtic castellà.
El 1403 va ser enviat com a ambaixador per Enric III de Castella a la cort de Tamerlà, cap de l'Imperi timúrida, amb l'objectiu de formar una aliança contra l'imperi Otomà, i torna el 1406. És conegut sobretot per les notes del relat del seu viatge, publicat oficialment en castellà el 1582 amb el nom de ”Embajada A Tarmolan”, que després va ser revisitat i publicat en anglès el 1859 amb el títol de “Narrativa de l'ambaixada de Ruy Gonzales de Clavijo a la cort de Timur a Samarcanda ". Durant el seu llarg viatge, Ruy Gonzáles de Clavijo visita Constantinoble, Trebisonda, Armènia, Khurasan, Samarcanda i Sultaniya. El relat del seu viatge, escrit probablement amb l'ajut del monjo dominicà Alfonso Paez, és una valuosa font d'informació de finals de l'edat mitjana sobre les tendències geopolítiques de l'època, sobre la visió del món sobre Constantinoble i una rica font d'informació sobre l'Imperi de Tamerlà que es va esfondrar pocs anys després del viatge de Clavijo. Aquest diari cronològic és extremadament detallat i converteix aquesta obra en una peça única de l'edat mitjana castellana, a més de ser la font d'informació més precisa sobre l'Imperi timúrida, la seva història social i la seva arquitectura. No va ser fins al segle XVII que la història de Clavijo va circular àmpliament per Europa.

## Biografia
Se sap molt poc sobre la vida de Ruy González de Clavijo. Va néixer a Madrid, però l'any es desconegut. Ja era camarlenc del rei Enric III de Castella quan és escollit per dirigir l'ambaixada que es dirigirà a la cort de Tamerlà. De retorn a Castella el 1406, després de la seva llarga expedició, Clavijo va tornar al seu lloc de camarlenc del rei Enric III fins a la mort d'aquest el 25 de desembre del mateix any. Després va servir el rei Joan II, ocupant també el lloc de camarlenc. Ruy González de Clavijo va morir el 2 d'abril de 1412 i està enterrat a la capella que ell mateix havia construït el 1406 al monestir de San Francisco de Madrid. El 1573 la seva tomba es va traslladar al centre de l'església de San Francisco, i després el 1580 es va col·locar a la paret de l'església, prop de l'altar.

## Context històric
L'ambaixada de Clavijo fou la segona delegació enviada pel rei Enric III de Castella a l'emperador Tamerlà. De fet, el 1402 el rei va enviar una primera expedició per trobar-se amb Tamerlà. L'ambaixada estava dirigida pels cavallers Payo Gómez de Sotomayor i Hernan Sánchez de Palazuelos. Es trobaren amb Tamerlà, que acaba de guanyar la batalla d'Ankara contra el sultà otomà Baiazet I. La primera expedició torna amb un ambaixador oriental anomenat Mohammed Al-Kashi, així com dues dones cristianes alliberades del hàrem de Bayezid. Per tant, es en un context on els dos monarques es coneixen i es respecten. que es desplega l'ambaixada de Clavijo. De fet, Tamerlà va tenir relacions bastant bones amb la resta de monarques europeus de l'època i va enviar cartes a diversos d'ells amb l'objectiu de formar aliances comercials o unir-se contra els otomans. Va contactar, entre d'altres, amb Carles VI de França, Enric IV d'Anglaterra, els genovesos i els venecians. El 21 de novembre de 1404 van emprendre el viatge de tornada, molt més penós que el de l'anada, i durant el qual van rebre confuses notícies sobre la mort de Tamerlà; van aconseguir Sanlúcar de Barrameda l'1 de març de 1406.

## Ambaixada a Tamerlà
Embajada a Tamerlán és un dels llibres de viatges castellans més antics i valuosos en un moment en què la literatura castellana estava més formada per balades i algunes cròniques. El diari de l'Ambaixador s'escriu diàriament i cronològicament. La versió de 1582, traduïda a l'anglès el 2004 per Guy Le Strange, està separada en 17 capítols, per a cada ciutat visitada, amb algunes ciutats amb capítols múltiples, dividits en temes. El viatge de Clavijo comença a Cadis i acaba a Samarcanda, d'on marxa per tornar a Sevilla.
El més freqüent és que Clavijo escrigui entrades per a cada dia del viatge a la destinació final de l'ambaixada castellana, Samarcanda. Un cop va arribar a l'Imperi timúrida, Clavijo va escriure llargues descripcions d'aquest imperi, que cobria una àmplia gamma de temes: parla de la gestió de l'exèrcit, del tipus de govern, del comerç, costums locals, llengua i les seves especificitats. De vegades, Clavijo interromp la seva història per situar el lector en el context sociohistòric de l'època, evitant al màxim una lectura subjectiva de la història i fent un esforç visible per aconseguir una certa objectivitat en la descripció d'esdeveniments i els diversos temes relacionats amb aquest imperi oriental. L'estil de Clavijo és particular per l'època, la descripció dels esdeveniments i la configuració.
Ruy Gonzales de Clavijo abandona la ciutat de Cadis pel port de Santa Maria el 21 de maig de 1403 amb la missió de trobar a Tamerlà a Geòrgia. Clavijo està acompanyat d'un monjo dominicà anomenat Alfonso Páez de Santa Maria, un membre de la guàrdia reial anomenat Gómez de Salazar, un altre home anomenat Alfonso Fernández de Mesa i d'altres homes dels que desconeixem la identitat. S'estima que els membres de l'ambaixada eren quinze. El 24 d'octubre de 1403, els membres de l'ambaixada van arribar a Constantinoble i van ser rebuts per l'emperador romà d'Orient Manuel II Paleòleg.
Després de sis mesos a Constantinoble, la tripulació va tornar a partir el 20 de març de 1404 i va arribar a Trebisonda l'11 d'abril de 1404. Amb l'emperador Tamerlà que ha abandonat Geòrgia recentment, Clavijo i els seus homes han de viatjar més enllà del previst. Ara, acompanyada de membres de la cort de l'emperador Timúrida, l'ambaixada castellana es dirigeix cap a Samarcanda passant per moltes ciutats: Zigana, Torul, Erzincan, Erzurum, Surmari, Ararat, Maku, Khoy (on s'uneixen a l'ambaixada del soldà d'Egipte Al-Malik al-Nasir Fàraj), Tabriz, Miyana, Zanjān, Sultaniyya, Rayy, Simnan, Fîrûz-Kuh, Dāmghān, Jajarm, Nixapur, Andkhvoy, Balkh, Tirmidh i Kish (Shahr- i Sabz). Van arribar a Samarcanda el 4 de setembre de 1404. L'ambaixada va romandre a la ciutat fins que l'emperador Tamerlà els va acomiadar el 21 de novembre del mateix any, només sis dies abans de l'inici de la seva campanya militar contra la Xina de la dinastia Ming.

## Llibre
- (castellà)  Historia del gran Tamorlan e itinerario y narracion del viage, y relacion de la Embaxada que Ruy Gonçalez de Clavijo le hizo, por mandado del muy poderoso Señor Rey Don Henrique el Tercero de Castilla, y un breve discurso fecho por Gonçalo Argote de Molina, para mayor inteligencia deste libro ... , a Biblioteca virtual Miguel per Cervantes